# Saut à ski masculin sur tremplin normal aux Jeux olympiques de 2018
Pour des articles plus généraux, voir Saut à ski aux Jeux olympiques de 2018 et Jeux olympiques d'hiver de 2018.
Navigation
Sotchi 2014 Pékin 2022
L'épreuve masculine de saut à ski aux Jeux olympiques de 2018 sur le tremplin normal se déroule du 8 au 10 février 2018 au Alpensia Jumping Park.

## Organisation

### Site
.

### Calendrier
Les qualifications ont lieu le jeudi 8 février, soit un jour avant la cérémonie d'ouverture, à partir de 21h30 heure locale (UTC+9). La finale se tient quant à elle le samedi 10 février à partir de 21h35.
| Date            | Manche         | Horaire | Horaire |
| --------------- | -------------- | ------- | ------- |
| 8 février 2018  | Qualifications | 21:30   |         |
| 10 février 2018 | Finale         | 21:35   |         |

### Format de l'épreuve
L'épreuve commence par une session de qualification au cours de laquelle chaque sauteur effectue un unique saut qui se voit attribuer une note ainsi que des points pour la longueur atteinte. À l'issue des qualifications, les cinquante meilleurs sont qualifiés pour la finale. Lors de celle-ci, un premier saut entre les cinquante qualifiés est organisé et donne lieu à l'établissement d'un classement provisoire qui détermine les trente meilleurs qui ont droit à un second saut qui viendra s'additionner avec le premier.

## Médaillés
| Or                            | Argent                         | Bronze                     |
| Andreas Wellinger (Allemagne) | Johann André Forfang (Norvège) | Robert Johansson (Norvège) |

## Résultats

### Qualifications
Le tableau ci-dessous montre les résultats des qualifications avec le nom des participants, leur numéro de dossard, leur pays, leur classement, la longueur de leurs sauts, les points qu'ils ont obtenu ainsi que la note qui leur a été attribué.
- Qualifié pour la finale

| Rang | Dossard | Athlète                  | Nationalité        | Distance (mètres) | Points de longueur | Points des juges | Total |
| ---- | ------- | ------------------------ | ------------------ | ----------------- | ------------------ | ---------------- | ----- |
| 1    | 55      | Andreas Wellinger        | Allemagne          | 103,0             | 70,0               | 57,0             | 133,5 |
| 2    | 57      | Kamil Stoch              | Pologne            | 104,0             | 72,0               | 56,0             | 131,7 |
| 3    | 49      | Dawid Kubacki            | Pologne            | 104,5             | 73,0               | 53,5             | 129,6 |
| 4    | 56      | Richard Freitag          | Allemagne          | 102,0             | 68,0               | 56,0             | 129,1 |
| 5    | 51      | Stefan Kraft             | Autriche           | 102,5             | 69,0               | 55,5             | 128,6 |
| 6    | 48      | Markus Eisenbichler      | Allemagne          | 102,5             | 69,0               | 54,5             | 127,7 |
| 7    | 44      | Karl Geiger              | Allemagne          | 102,0             | 68,0               | 54.5             | 125,5 |
| 8    | 54      | Daniel-André Tande       | Norvège            | 100,0             | 64,0               | 54.0             | 123,0 |
| 9    | 46      | Stefan Hula              | Pologne            | 100,5             | 65,0               | 54,0             | 122,7 |
| 10   | 42      | Simon Ammann             | Suisse             | 102,0             | 68,0               | 52,5             | 122,3 |
| 11   | 41      | Maciej Kot               | Pologne            | 99,0              | 62,0               | 54,0             | 122,0 |
| 12   | 22      | Evgeniy Klimov           | Russie (OAR)       | 102,0             | 68,0               | 52,5             | 121,4 |
| 13   | 53      | Johann André Forfang     | Norvège            | 100,0             | 64,0               | 54,0             | 121,1 |
| 14   | 43      | Peter Prevc              | Slovénie           | 99,0              | 62,0               | 54,5             | 120,2 |
| 15   | 47      | Andreas Stjernen         | Norvège            | 100,0             | 64,0               | 53,0             | 119,3 |
| 16   | 45      | Jernej Damjan            | Slovénie           | 99,5              | 63,0               | 54,0             | 118,9 |
| 17   | 21      | Vladimir Zografski       | Bulgarie           | 98,5              | 61,0               | 54,0             | 118,8 |
| 18   | 50      | Junshirō Kobayashi       | Japon              | 101,0             | 66,0               | 50,0             | 118,4 |
| 19   | 52      | Robert Johansson         | Norvège            | 98,0              | 60,0               | 53,0             | 118,3 |
| 20   | 37      | Noriaki Kasai            | Japon              | 98,0              | 60,0               | 54,0             | 117,7 |
| 21   | 35      | Ryōyū Kobayashi          | Japon              | 98,0              | 60,0               | 52,5             | 115,3 |
| 22   | 40      | Tilen Bartol             | Slovénie           | 97,0              | 58,0               | 52,5             | 115,1 |
| 23   | 26      | MacKenzie Boyd-Clowes    | Canada             | 98,0              | 60,0               | 53,0             | 114,6 |
| 24   | 28      | Roman Koudelka           | République tchèque | 97,5              | 59,0               | 52,5             | 114,5 |
| 25   | 30      | Kevin Bickner            | États-Unis         | 98,0              | 60,0               | 51,5             | 114,0 |
| 26   | 39      | Michael Hayböck          | Autriche           | 97,0              | 58,0               | 52,5             | 112,4 |
| 27   | 38      | Manuel Fettner           | Autriche           | 95,0              | 54,0               | 52,5             | 109,4 |
| 28   | 31      | Denis Kornilov           | Russie (OAR)       | 94,5              | 53,0               | 51,0             | 107,2 |
| 29   | 36      | Timi Zajc                | Slovénie           | 94,0              | 52,0               | 51,5             | 107,1 |
| 30   | 18      | Jonathan Learoyd         | France             | 94,5              | 53,0               | 51,5             | 106,7 |
| 31   | 25      | Daiki Itō                | Japon              | 93,5              | 51,0               | 50,5             | 106,0 |
| 32   | 33      | Gregor Schlierenzauer    | Autriche           | 91,5              | 47,0               | 51,0             | 104,0 |
| 33   | 24      | Alex Insam               | Italie             | 94,0              | 52,0               | 51,0             | 101,9 |
| 34   | 6       | Alexey Romashov          | Russie (OAR)       | 90,0              | 44,0               | 50,0             | 98,5  |
| 35   | 14      | Andreas Alamommo         | Finlande           | 90,0              | 44,0               | 51,0             | 98,3  |
| 36   | 17      | Sebastian Colloredo      | Italie             | 91,0              | 46,0               | 51,0             | 97,9  |
| 37   | 12      | Davide Bresadola         | Italie             | 88,0              | 40,0               | 49,5             | 95,8  |
| 38   | 10      | Janne Ahonen             | Finlande           | 89,0              | 42,0               | 49,5             | 95,8  |
| 39   | 1       | Choi Se-ou               | Corée du Sud       | 89,0              | 42,0               | 49,5             | 94,7  |
| 40   | 9       | Michael Glasder          | États-Unis         | 91,5              | 47,0               | 51,0             | 94,6  |
| 41   | 8       | Mikhail Nazarov          | Russie (OAR)       | 88,5              | 41,0               | 47,5             | 93,7  |
| 42   | 29      | Antti Aalto              | Finlande           | 87,5              | 39,0               | 47,0             | 93,6  |
| 43   | 34      | Gregor Deschwanden       | Suisse             | 89,5              | 43,0               | 49,0             | 92,3  |
| 44   | 20      | Vincent Descombes Sevoie | France             | 86,5              | 37,0               | 49,5             | 92,1  |
| 45   | 27      | William Rhoads           | États-Unis         | 88,5              | 41,0               | 49,5             | 91,9  |
| 46   | 16      | Casey Larson             | États-Unis         | 88,0              | 40,0               | 48,5             | 90,9  |
| 47   | 3       | Viktor Polášek           | République tchèque | 88,0              | 40,0               | 47,5             | 90,1  |
| 48   | 5       | Martti Nomme             | Estonie            | 87,0              | 38,0               | 48,0             | 88,2  |
| 49   | 2       | Federico Cecon           | Italie             | 86,0              | 36,0               | 47,5             | 87,9  |
| 50   | 23      | Eetu Nousiainen          | Finlande           | 87,0              | 38,0               | 49,5             | 85,5  |
| 51   | 13      | Sergey Tkachenko         | Kazakhstan         | 84,0              | 32,0               | 48,0             | 83,7  |
| 52   | 15      | Kim Hyun-ki              | Corée du Sud       | 84,0              | 32,0               | 46,0             | 83,1  |
| 53   | 19      | Vojtěch Štursa           | République tchèque | 83,5              | 31,0               | 47,5             | 81,5  |
| 54   | 32      | Čestmír Kožíšek          | République tchèque | 81,0              | 26,0               | 47,0             | 80,6  |
| 55   | 11      | Artti Aigro              | Estonie            | 81,5              | 27,0               | 47,5             | 80,0  |
| 56   | 7       | Kevin Maltsev            | Estonie            | 79,0              | 22,0               | 43,5             | 74,2  |
| 57   | 4       | Fatih Arda İpcioğlu      | Turquie            | 79,0              | 22,0               | 45,5             | 68,2  |

### Finale
Le tableau ci-dessous montre les résultats de la compétition avec le nom des participants, leur numéro de dossard, leur pays, leur classement, la longueur de leurs sauts et les points qu'ils ont obtenu.
| Rang                                | Dossard | Athlète                  | Nationalité        | Saut n°1          | Saut n°1 | Saut n°1 | Saut n°2          | Saut n°2 | Saut n°2 | Total |
| Rang                                | Dossard | Athlète                  | Nationalité        | Distance (mètres) | Note     | Rang     | Distance (mètres) | Note     | Rang     | Total |
| ----------------------------------- | ------- | ------------------------ | ------------------ | ----------------- | -------- | -------- | ----------------- | -------- | -------- | ----- |
| Médaille d'or, Jeux olympiques      | 48      | Andreas Wellinger        | Allemagne          | 104,5             | 124,9    | 5        | 113,5             | 134,4    | 1        | 259,1 |
| Médaille d'argent, Jeux olympiques  | 46      | Johann André Forfang     | Norvège            | 106,0             | 125,9    | 2        | 109,5             | 125.0    | 4        | 250,9 |
| Médaille de bronze, Jeux olympiques | 45      | Robert Johansson         | Norvège            | 100,5             | 119,9    | 10       | 113,5             | 129,8    | 2        | 249,7 |
| 4                                   | 50      | Kamil Stoch              | Pologne            | 106,5             | 125,9    | 2        | 105,5             | 123,4    | 6        | 249,3 |
| 5                                   | 39      | Stefan Hula              | Pologne            | 111,0             | 131,8    | 1        | 105,5             | 117,0    | 11       | 248,8 |
| 6                                   | 47      | Daniel-André Tande       | Norvège            | 103,5             | 118,7    | 13       | 111,5             | 123,6    | 5        | 242,3 |
| 7                                   | 28      | Ryōyū Kobayashi          | Japon              | 108,0             | 120,2    | 9        | 108,0             | 120,6    | 7        | 240,8 |
| 8                                   | 41      | Markus Eisenbichler      | Allemagne          | 106,0             | 121,6    | 7        | 106,5             | 118,6    | 9        | 240,2 |
| 9                                   | 49      | Richard Freitag          | Allemagne          | 106,0             | 125,5    | 4        | 102,5             | 114,5    | 9        | 240,0 |
| 10                                  | 37      | Karl Geiger              | Allemagne          | 103,5             | 120,3    | 8        | 105,0             | 116,4    | 12       | 236,7 |
| 11                                  | 35      | Simon Ammann             | Suisse             | 105,0             | 119,4    | 11       | 104,5             | 117,2    | 10       | 236,6 |
| 12                                  | 36      | Peter Prevc              | Slovénie           | 98,5              | 106,2    | 24       | 113,0             | 128,1    | 3        | 234,3 |
| 13                                  | 44      | Stefan Kraft             | Autriche           | 103,5             | 122,8    | 6        | 103,0             | 110,8    | 16       | 233,6 |
| 14                                  | 15      | Vladimir Zografski       | Bulgarie           | 101,5             | 106,8    | 23       | 108,5             | 119,7    | 8        | 226,5 |
| 15                                  | 40      | Andreas Stjernen         | Norvège            | 104,0             | 114,5    | 15       | 103,5             | 111,3    | 15       | 225,8 |
| 16                                  | 33      | Tilen Bartol             | Slovénie           | 106,0             | 119,0    | 12       | 102,0             | 101,8    | 23       | 220,8 |
| 17                                  | 32      | Michael Hayböck          | Autriche           | 99,5              | 109,2    | 21       | 103,0             | 110,5    | 17       | 219,7 |
| 18                                  | 24      | Kevin Bickner            | États-Unis         | 109,0             | 117,2    | 14       | 98,5              | 100,2    | 24       | 217,4 |
| 19                                  | 34      | Maciej Kot               | Pologne            | 99,0              | 109,6    | 20       | 102,0             | 107,4    | 18       | 217,0 |
| 20                                  | 19      | Daiki Itō                | Japon              | 103,0             | 110,3    | 19       | 102,0             | 104,4    | 20       | 214,7 |
| 21                                  | 30      | Noriaki Kasai            | Japon              | 104,5             | 113,9    | 16       | 99,0              | 99,4     | 26       | 213,3 |
| 22                                  | 26      | Gregor Schlierenzauer    | Autriche           | 102,5             | 108,6    | 22       | 99,5              | 103,6    | 22       | 212,2 |
| 23                                  | 31      | Manuel Fettner           | Autriche           | 96,5              | 99,5     | 29       | 105,5             | 112,2    | 14       | 211,7 |
| 24                                  | 25      | Denis Kornilov           | Russie (OAR)       | 107,5             | 113,9    | 16       | 96,5              | 95,7     | 28       | 209,6 |
| 25                                  | 22      | Roman Koudelka           | République tchèque | 98,0              | 103,5    | 26       | 103,0             | 105,7    | 19       | 209,2 |
| 26                                  | 20      | Mackenzie Boyd-Clowes    | Canada             | 103,5             | 111,1    | 18       | 98,5              | 97,0     | 27       | 208,1 |
| 27                                  | 13      | Jonathan Learoyd         | France             | 98,5              | 104,1    | 25       | 100,5             | 103,8    | 21       | 207,9 |
| 28                                  | 39      | Jernej Damjan            | Slovénie           | 97,0              | 101,1    | 27       | 95,5              | 100,2    | 24       | 201,3 |
| 29                                  | 27      | Gregor Deschwanden       | Suisse             | 99,5              | 101,1    | 28       | 91,5              | 85,2     | 29       | 185,3 |
| 30                                  | 16      | Evgeniy Klimov           | Russie (OAR)       | 94,5              | 99,0     | 30       | 81,5              | 69,2     | 30       | 168,2 |
| 31                                  | 43      | Junshirō Kobayashi       | Japon              | 93,0              | 98,8     | 31       |                   |          |          |       |
| 32                                  | 7       | Michael Glasder          | États-Unis         | 98,5              | 98,7     | 32       |                   |          |          |       |
| 33                                  | 29      | Timi Zajc                | Slovénie           | 97,0              | 98,6     | 33       |                   |          |          |       |
| 34                                  | 6       | Mikhail Nazarov          | Russie (OAR)       | 94,5              | 92,1     | 34       |                   |          |          |       |
| 35                                  | 42      | Dawid Kubacki            | Pologne            | 88,0              | 92,0     | 35       |                   |          |          |       |
| 36                                  | 9       | Davide Bresadola         | Italie             | 95,0              | 92,0     | 35       |                   |          |          |       |
| 37                                  | 5       | Alexey Romashov          | Russie (OAR)       | 94,0              | 91,7     | 37       |                   |          |          |       |
| 38                                  | 10      | Andreas Alamommo         | Finlande           | 94,0              | 91,3     | 38       |                   |          |          |       |
| 39                                  | 11      | Casey Larson             | États-Unis         | 97,0              | 89,4     | 39       |                   |          |          |       |
| 40                                  | 8       | Janne Ahonen             | Finlande           | 90,5              | 85,1     | 40       |                   |          |          |       |
| 41                                  | 1       | Choi Seo-u               | Corée du Sud       | 93,5              | 83,9     | 41       |                   |          |          |       |
| 42                                  | 12      | Sebastian Colloredo      | Italie             | 91,0              | 83,8     | 42       |                   |          |          |       |
| 43                                  | 14      | Vincent Descombes Sevoie | France             | 90,0              | 82,4     | 43       |                   |          |          |       |
| 44                                  | 3       | Viktor Polášek           | République tchèque | 92,0              | 81,9     | 44       |                   |          |          |       |
| 45                                  | 18      | Alex Insam               | Italie             | 84,0              | 76,9     | 45       |                   |          |          |       |
| 46                                  | 21      | William Rhoads           | États-Unis         | 87,0              | 75,5     | 46       |                   |          |          |       |
| 47                                  | 4       | Martti Nõmme             | Estonie            | 84,0              | 73,8     | 47       |                   |          |          |       |
| 48                                  | 2       | Federico Cecon           | Italie             | 85,5              | 72,3     | 48       |                   |          |          |       |
| 49                                  | 17      | Eetu Nousiainen          | Finlande           | 83,0              | 68,0     | 49       |                   |          |          |       |
| 50                                  | 23      | Antti Aalto              | Finlande           | 80,0              | 60,8     | 50       |                   |          |          |       |